# Закон Шахматова

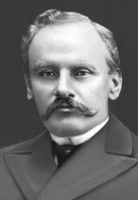
Олексій Шахматов

Закóн Шáхматова — акцентуаційний закон у праслов'янській мові (наразі відхилений), що його остаточно сформулював 1915 року О. О. Шахматов. Суть закону полягає в пересуві наголосу з короткісного або циркумфлексового складу на проклітику:
- прасл. *vȍzъ ↔ *nȃ vozъ ↔ *nȅ na vozъ ↔ *ȋ ne na vozъ;
- прасл. *nȅsǫ ↔ *nȃnesǫ ↔ *nȅ nanesǫ ↔ *ȋ ne nanesǫ.

## Суть
Закон у собі об'єднав два окремі випадки:
1. У певний час із внутрішніх циркумфлексових і короткісних складів наголоси пересунулися на початкові склади фонетичних слів, якщо ті були короткими: прасл. *prodȃli > prȍdāli, *nă rǫ̑kǫ > nȁ rǭkǫ, *po vȍdǫ > pȍ vodǫ, *povȍdъ > pȍvodъ;
2. Якщо попередній склад був довгим, то наголос не пересувався, але наголошений склад отримував акут: прасл. *pīsáli > pīsa̋li, *sǭdȋli > sǭdi̋li, *zā vȍdǫ > zā vődǫ, *zākȍnъ > * zākőnъ.

Випадок із пересувом на проклітику дуже поширений у російській мовіособливо в північних говорах, сербській і словенській: рос. бе́рег > на́ берег, го́род > за́ город, борода́ > за́ бороду, зима́ > на́ зиму, мо́ре > на́ море, по́ле > на́ поле, мост > по́ мосту; серб. нȁ брēг, дȍ грāда, нȁ зӣму, нȁ море, нȁ поље, пȍ мосту, кȍло > y̏ коло, злȃто > ȍд злāта. Навпаки, при акутовій інтонації наголос, як правило, не переміщується на попередній склад: рос. на боло́то (серб. блȁто), рос. за коло́ду (серб. клȁда), рос. на ве́ру (серб. вȅра), рос. на мýку (серб. мy̏ка).

### В українській мові
В українській мові з часом відтягування наголосу на прийменники скоротилося в ужитку. Тепер маємо його лише в окремих випадках прислівникового характеру: пере́д світом, на́ сміх, на́ зиму, по́ світу, о́б землю, пі́д руки, на́ поле, на́ осінь, пі́д осінь. Але в давній мові, безумовно, дане явище було поширенішим: д.-рус. за́ рокъ, на́ возѣ, на́ долъ, на́ землю, на́ мори, на́ вѣки, на́ порохъ.

## Проблеми визначення
1957 року Х. Станґ довів балто-слов'янський характер рухомості наголосу в акцентній парадигмі c і, відповідно, балто-слов'янський характер пересуву акценту проклітиків на початок фонетичного слова. Згодом 1981 року В. А. Дибо встановив «кардинальний принцип» побудови системи акцентних парадигм у балто-слов'янських мовах. Через це було відхилено причинний зв'язок між балто-слов'янським циркумфлексом і пересувом акценту проклітиків на початок фонетичного слова. Унаслідок цього закон Шахматова в якості діахронічного закону метатакси і метатоніі сучасна порівняльно-історична слов'янська акцентологія відхилила. Але твердження, що праслов'янський циркумфлекс існував лише в початковому складі фонетичного слова, усе ж увійшло в сучасну акцентологію і є одним з основних її положень.